# グランパスTV
『グランパスTV』（グランパスティービー）は、CBCテレビで1994年3月から放送されていた名古屋グランパス応援情報番組。中京広域圏のグランパス関連のテレビ番組としてはもっとも歴史が長い。2008年4月6日から『グランパスTVプラス』としてリニューアルし、2013年3月31日に終了した。また、2014年4月6日より同年12月28日まで放送された『スーパーグランパスTV』についても、本項目で併せて記述する。

## 放送日時
- 毎週日曜日 24:50 - 24:58

## 出演者

### 放送終了時点での出演者
- 番組公式サポーター
  - 梅本まどか（SKE48）
- ナレーター
  - YO!YO!YOSUKE

### 過去の出演者
- 司会
  - 河野夏紀（当時・CBCアナウンサー） - ?〜1997年
  - 神尾純子（当時・CBCアナウンサー） - 1997年〜2004年1月
  - 丸山蘭那（当時・CBCアナウンサー） - 2004年2月〜2008年3月
  - 占部沙矢香（当時・CBCアナウンサー） - 2008年4月〜2009年6月
  - 宮部和裕（CBCアナウンサー） - 2009年7月〜2010年12月、司会になる前からナレーターとして番組に参加していた。
  - 西村俊仁（当時CBCアナウンサー→2011年からスポーツ部所属）[1] - 2011年1月9日〜2013年3月31日
- 番組公式サポーター
  - 木本花音（SKE48） - 2012年3月4日〜2013年3月31日
- スタジオゲスト
  - 富樫洋一
  - 他

## 内容
- 番組のスタイルは、まずその週に行われた試合のダイジェストとインタビュー、続いて特集VTRが流され、CM明けに次週の試合やプレゼント募集の告知が行われるという流れ。
- 『グランパスTVプラス』へリニューアル後は、グランパスだけではなくFC岐阜の情報、さらにフットサルの名古屋オーシャンズの情報、サッカー以外の地元のスポーツの情報も扱うようになった。しかし2013年3月31日放送をもって同番組は終了し、民放によるグランパスの単独応援番組は無くなった[2]が、1年後の2014年4月6日より『スーパーグランパスTV』として再度リニューアルされた。
- 『スーパーグランパスTV』へリニューアル後は、その週に行われた試合のダイジェストとインタビューという流れにもどった。